# Vladímir Karà-Murzà
Vladímir Vladímirovitx Karà-Murzà (en rus: Владимир Владимирович Кара-Мурза, transliteració internacional: Vladimir Kara-Murza; Moscou, 7 de setembre de 1981) és un polític i periodista rus. Des de 2012, és assessor polític sènior a l'Institute of Modern Russia. Fora part del Consell de Coordinació de l'Oposició Russa, és membre del consell federal del Partit Republicà de la Federació Russa i del moviment prodemocràcia rus Solidàrnost. Karà-Murzà té un Master of Arts en història per la Universitat de Cambridge. Karà-Murzà és un coordinador d'Open Russia, una ONG fundada per l'empresari rus Mikhaïl Khodorkovski, que promou la societat civil i la democràcia a Rússia. El 2018 fou guardonat amb el Premi al Coratge Civil.
Durant l'abril de 2022, Karà-Murzà va ser detingut per les autoritats russes, acusat de desobeir a ordres policials. Més endavant, la seva detenció es va perllongar després que es presentessin nous càrrecs de "descrèdit" als militars, i a l'octubre es van adduir nous càrrecs de traïció contra ell. Amnistia Internacional i d'altres van qualificar els càrrecs de motivació política per les seves opinions contra la guerra a Ucraïna. Posteriorment, a l'abril de 2023, va ser condemnat a 25 anys de presó sota l'acusació d'alta traïció vedant-li alhora el dret d'exercir periodisme durant 7 anys.